# U-3 (Kriegsmarine)
U-3 je bila nemška vojaška podmornica Kriegsmarine, ki je bila dejavna med drugo svetovno vojno.

## Zgodovina
Med avgustom 1935 in junijem 1940 je bila podmornica del šolske podmorniške flotilje.
4. septembra 1939 je odplula iz Wilhelmshavna na svojo prvo patruljo na jugozahod Norveške, ki jo je zaključila 8. septembra istega leta.
Med 13. septembrom in 24. septembrom 1939 je podmornica opravila drugo patruljo pri Helgolandu. 
27. septembra 1939 je odplula iz Wilhelmshavna na tretjo patruljo na jugozahod Norveške in se vrnila v Kiel 3. oktobra 1939. Na tej patrulji je podmornica potopila tudi prvi dve ladji (dansko in švedsko); skupaj sta imeli 2.348 t. To sta bili tudi edini potopljeni ladji te podmornice.
Med 16. marcem in 29. marcem 1940 je opravila svojo četrto patruljo; peto pa med 12. aprilom in 19. aprilom 1940.
Julija 1940 je bila dodeljena 21. podmorniški flotilji, kjer je opravljala dolžnosti šolskega plovila. 
1. avgusta je bila izvzeta iz uporabe v Neustadtu. Do 3. maja 1945, ko so jo zajeli Britanci, so jo uporabljali za nadomestne dele.
Leta 1945 so jo nato razrezali.

## Poveljniki
| Poveljniki |                 |                       |                                     |
| Št.        | Čin             | Ime                   | Poveljstvo                          |
| 1.         | Kapitanporočnik | Hans Meckel           | 6. avgust 1935 - 29. september 1937 |
| 2.         | Nadporočnik     | Ernst-Günter Heinicke | 30. september 1937 - julij 1938     |
| 3.         | Kapitanporočnik | Joachim Schepke       | 29. oktober 1938 - 2. januar 1940   |
| 4.         | Kapitanporočnik | Gerd Schreiber        | 3. januar 1940 - 28. julij 1940     |
| 5.         | Kapitanporočnik | Helmut Franzke        | 29. julij 1940 - 10. november 1940  |
| 6.         | Kapitanporočnik | Otto von Bülow        | 11. november 1940 - 2. julij 1941   |
| 7.         | Nadporočnik     | Hans-Hartwig Trojer   | 3. julij 1941 - 2. marec 1942       |
| 8.         | Nadporočnik     | Joachim Zander        | 3. marec 1942 - 30. september 1942  |
| 9.         | Nadporočnik     | Herbert Zoller        | 1. oktober 1942 - 18. maj 1943      |
| 10.        | Nadporočnik     | Ernst Hartmann        | 19. maj 1943 - 9. junij 1944        |
| 11.        | Poročnik        | Hermann Neumeister    | 10. junij 1944 - 16. julij 1944     |

## Tehnični podatki
| Kategorije                                    | Podatki       |
| --------------------------------------------- | ------------- |
| Teža (t): na površju pod površjem polna Teža  | 254 303 381   |
| Dolžina (m) - tlačni trup (m)                 | 40,90 - 27,80 |
| Širina (m) - tlačni trup (m)                  | 4,08 - 4,00   |
| Izpodriv (m)                                  | 3,83          |
| Višina (m)                                    | 8,60          |
| Moč (hp): na površju pod podvršjem            | 700 360       |
| Hitrost (vozlov): na površju pod podvršjem    | 13,0 6,9      |
| Doseg (milja/vozel): na površju pod podvršjem | 1600/8 35/4   |
| Torpeda/Torpedne cevi                         | 5/3 bočne     |
| Posadka                                       | 22-24         |
| Maksimalni potop (m)                          | 150           |

## Potopljene ladje
| Datum              | Ime                    | Država  | Tonaža    | Usoda      |
| ------------------ | ---------------------- | ------- | --------- | ---------- |
| 30. september 1939 | Vendia (tovorna ladja) | Danska  | 1.150 BRT | potopljena |
| 30. september 1939 | Gun (tovorna ladja)    | Švedska | 1.198 BRT | potopljena |